# Albert Bonet Florensa
Albert Bonet es un joven artista español nacido en 1996 en el municipio catalán de Ribarroja de Ebro, en la provincia de Tarragona. Su obra se basa en la creación de trabajos pictóricos de temática contemporánea que compagina con el mural, el diseño y los tatuajes de estilo hiperrealista e iconoclasta.
El historiador y periodista especializado en ocio y tendencias Miquel Echarri, lo describió como «creador obsesivo y comprometido con una visión propia, entre pesimista y subversiva»
Asimismo, ha ganado varios premios internacionales, ha obtenido una mención honorífica por la Universidad Politécnica de Valencia y ha conseguido que uno de sus murales haya sido nominado como uno de los mejores del mundo por el consorcio Street Art Cities.

## Biografía

### Inicios

Naturaleses exemplars. Sala Gotika. IEI (Lérida) 2022

Lola. Exposición Subversió. (2023)

Nació el 23 de marzo de 1996 en Ribarroja de Ebro, en la provincia de Tarragona y, desde muy pequeño tuvo como única pasión el dibujo, el grafiti y la pintura.
Una vez terminada la educación básica primaria comenzó el bachillerato artístico en un centro de Lérida, El Colegio Episcopal, donde como proyecto de investigación realizó un mural. Asimismo, a los 13 años, se inició en el mundo del tatuaje cuando su padre le compró una máquina de tatuar con la condición de que aprobase todas las asignaturas de ese año.

### Evolución artística
Ya en Barcelona, con 20 años, buscó formación especializada en la Escuela de Cómic Escola José, donde realizó un curso de arte gráfico. Un año después se matriculó en Barcelona Academy of art, en la que se imparte una enseñanza profesional de dibujo, pintura y escultura. 
Poco después llegó a trabajar en el estudio de tatuaje Blessed Art Tatoo, del cual es propietario y que le ha servido para confirmarse como uno de los tatuadores con mayor reputación del país. A partir de ese momento se fue dando a conocer e inició una serie de exposiciones individuales, entre ellas en la Galería Mutuo de Barcelona y en el Hotel Meliá de Sitges. Además, adquirió notoriedad al tatuar a futbolistas cuando tatuó al uruguayo Luis Suárez y al célebre jugador brasileño Neymar y a sus amigos antes de que partiera a firmar su contrato con el equipo de fútbol Paris Saint-Germain.
En 2020 fue seleccionado para participar en el Festival Kronos Art.
En 2021 se le invitó a participar en la Feria de arte nacional de Barcelona, donde se le concedió el premio internacional de pintura en la categoría de realismo.
En 2022 amplió horizontes al exponer en la 17ª edición de Feria de Arte Contemporáneo Art Madrid y en la exposición colectiva Effigies. Paralelamente expuso de forma individual en la Sala Gótika de Lérida.                                      
Su proceso de internacionalización recibió un impulso decisivo con el galardón como mejor artista en la Tower Art Fair de 2023, premio japonés que distingue a artistas emergentes y contemporáneos de ámbito internacional. En este mismo año volvió a exponer en la 18ª edición de Feria de Arte Contemporáneo Art Madrid. También, en este mismo año, fue el protagonista de "Subversió", su tercera exposición individual. Después de volver de Tokio, realizó una exposición en el Palacio de Cibeles, en Madrid, en la Galería de Cristal.
Influencias y referencias artístico/culturales.

I Premio al mejor artista del certamen. Tokio Tower Art Fair (2023)

Su obra expone huella de la cultura popular contemporánea, con referencias que abarcan a personajes populares o iconos como Mickey Mouse, Hello Kitty o Doraemon. También se aprecia un guiño al Pop Art a través de realidades objetivadas de la vida cotidiana como neveras, productos de limpieza, baños, vagones de metro, etc.

## Obra

### Temática y estilo

#### Obra pictórica

La matanza de Orfeo. Óleo sobre tela (2023).

Principalmente su obra se caracteriza por la ácida crítica social inspirada en su entorno. Algunos elementos característicos de su obra son el discurso disruptivo, el inconformismo y la reivindicación.
En consecuencia, se podrían establecer  dos líneas discursivas y estilísticas en el ámbito de su pintura:
- La que corresponde a una serie de retratos en los que los personajes que pinta son amigos y gente de su entorno.[21]

- Aquella obra en la que incide la explosión de colores con formas abstractas que incitan a reflexionar y a cuestionar la realidad mediante la rotura de los esquemas establecidos.[23]

Estas dos líneas se manifiestan en ambientes de interior o exterior en ningún modo secundarios. En los ambientes de interior hay retratos sin fondo o bien escenas en lugares cotidianos como: baños, cocinas, supermercados, etc. Por su parte, en los ambientes de exterior se mueve entre los lugares recreados procedentes de la mitología y los relatos populares o los reales, como una conocida playa de Barcelona y su arquitectura icónica.

#### Arte Urbano

Mural de Santa Agda. Riba-Roja (2023)

Mural Festival Postfest. Lérida (2022)

Autorretrato (2019)

Su representación en grandes superficies urbanas comenzó en 2020, cuando pintó un mural feminista y antirracista en la nueva pista de verano de la Sociedad de Riba-Roja d’Ebre.
En 2022 homenajeó a la tierra y a la fruta de Lérida al pintar un mural en la II Edición del Festival Postfest.  
En 2023, en Riba-roja de Ebro, representó a Santa Agda, patrona de esta localidad, inspirándose en la Maja Desnuda de Francisco de Goya y usando como modelo a la actriz Asia Ortega. También, realizó un cuadro del humorista catalán Berto Romero.

### Exposiciones y ferias
- FIABCN 2023. Feria Internacional de Arte de Barcelona. Barcelona (2023).

- San Sebastianes en un mundo caótico. Exposición colectiva. Inéditad Gallery en colaboración con la Barcelona Academy of Art. Barcelona (2023)

- Subversió. Exposición individual. Inéditad Gallery. Barcelona (2023).[17]

- Nomen Nescio. Exposición colectiva. Inéditad Gallery. Madrid (2023).

- La Parada de los Monstruos. Exposición colectiva. Est Art.Alcobendas. Madrid (2023).

- Feria de Arte Contemporáneo Tokyo Tower Art Fair. Tokyo. Japón  (2023).

- 18.ª edición Feria de Arte Contemporáneo Art Madrid. Inéditad Gallery. Madrid (2023).

- FIABCN 2022. Feria Internacional de Arte de Barcelona. Barcelona. (2022).

- Effigies. Exposición colectiva Inéditad Gallery. Madrid (2022),

- Naturaleses Extraordinàres. Exposición individual. Sala La Gòtika del Instituto de Estudios Leridanos. Lérida.(2022).

- 17.ª edición Feria Internacional de Arte Contemporáneo Art Madrid. Inéditad Gallery. Madrid (2022).

- FIABCN 2021. Feria Internacional de Arte de Barcelona. Barcelona (2021).

- Albert Bonet. Exposición individual. Galería Mutuo. Barcelona (2021).

- Festival Kronos Art. Barcelona (2020).

- Exposición individual. Hotel Melià Sitges. Barcelona (2019)

- Exposición individual. Ayuntamiento de Flix. Tarragona. (2013).

### Catálogos
- Naturaleses exemplars 2022. La Gòtika (IEI. Lérida)[25]

### Premios

#### 2023
- I Premio al mejor artista del certamen Premio de Arte En la Tokio tower art fair (Tokio)[15]

- Mural realizado en Lérida nominado entre los 100 mejores del mundo por Street Art Cities.[26]

#### 2022
- Finalista I edición Premios Qué Arte![22]

#### 2021
- I Premio Internacional de Pintura (categoría realismo) FIABCN

#### 2015
- Mención de honor en el Concurso de Arte Joven “Fresh Art” de DKV (Universidad Politécnica de Valencia)[3]